# Hemisphärensynchronisation
Hemisphärensynchronisation ist eine Methode, die Hirnaktivitäten dahingehend zu verändern versucht, dass in beiden Hirnhälften gleichartige Hirnwellen gemessen werden. Von dem US-amerikanischen Toningenieur Robert Allan Monroe wurde eine Technik (HemiSync) entwickelt, mit deren Hilfe man diesen Zustand gezielt erreichen soll und die darauf aufbauend positive geistige Effekte erzielen will. 

## Neurologische Aspekte
Das menschliche Großhirn gliedert sich in eine linke und eine rechte Gehirnhälfte. Die summierte elektrische Aktivität ("Hirnwellen") kann mit Hilfe der Elektroenzephalografie gemessen werden. Durch Hemisphärensynchronisation soll erreicht werden, dass in beiden Hirnhälften gleichzeitige Energieimpulse stattfinden. 
Hemisphärensynchronität wurde bei Schizophrenie-Patienten, während epileptischer Anfälle, in Delta-Komas und bei sterbenden Personen beobachtet. Sie geht mit verminderter geistiger Leistung einher.

## Monroes Hemi-Sync
Monroe glaubte, dass die Denkprozesse des Großhirns in den Hemisphären mit unterschiedlichen Taktfrequenzen realisiert werden. Die künstliche Angleichung der Taktfrequenzen nannte er Hemisphärensynchronisation. Um diese Angleichung zu erreichen, setzte er akustische Tonsignale ein (sogenannte Binaurale Beats): Ein Hörer glaubt eine akustische Schwebung zu hören, wenn je einem Ohr ein niederfrequenter Ton (<1000 Hz) vorgespielt wird, und wenn diese beiden Töne nur eine geringe Frequenzdifferenz (<30 Hz) aufweisen (ist die Frequenzdifferenz größer, nimmt man zwei getrennte Töne wahr). 
Monroe vermutete eine Folgereaktion im Hirn, bei der in Neuronengruppen gleichzeitig Nervenimpulse auftreten. Er stellte die These auf, dass Tonsignale dieser Art eine Synchronisation der Hirnhälften bewirken können, und dass diese dann mit positiven Effekten wie Schmerzlinderung und Steigerung der Lernfähigkeit einhergehen. Er entwickelte die mit Mindmachines arbeitende Hemi-Sync-Methode und gründete zu ihrer Verbreitung und Erforschung das Monroe Institute. Die Hemisphärensynchronisation ist nach Monroe die biologische Voraussetzung für eine außerkörperliche Erfahrung und luzides Träumen. Sie könne mit einer reinen Mentaltechnik genauso willentlich und kontrolliert herbeigeführt werden wie mit einem sogenannten Mentalsystem.

## Untersuchungen
Die Methode ist wissenschaftlich nicht plausibel und ihre Wirksamkeit konnte in Untersuchungen nicht belegt werden. So stellte Stuart Coupland bei der Anwendung von Hemi-Sync eine verstärkte Asymmetrie zwischen den Hemisphären fest – anstelle der gewünschten Symmetrie. Gegen die erhoffte Wirkung spricht auch, dass die Tonsignale auf den Hirnstamm und nicht auf die Hemisphären wirken.
George Adelmann warnte, dass die pulsierenden Reize, wie sie bei Hemi-Sync eingesetzt werden, epileptische Anfälle auslösen können. Das Monroe-Institute empfahl dennoch Hemi-Sync zur Behandlung von Epilepsie.
Monroe selbst hat keine wissenschaftlichen Publikationen über seine Methode vorgelegt.
Eine Studie von 2004 sieht verringerten Narkotikabedarf unter Anwendung von Hemi-Sync bei einer Operationsform, jedoch nicht bei den anderen in der Studie betrachteten.